# NGC 3577
NGC 3577 is een balkspiraalstelsel in het sterrenbeeld Grote Beer. Het hemelobject werd op 1 april 1788 ontdekt door de Duits-Britse astronoom William Herschel.

## Synoniemen
- UGC 6257
- MCG 8-21-6
- ZWG 242.10
- NPM1G +48.0180
- PGC 34195